# Богатырёв, Георгий Алексеевич
Георгий Алексеевич Богатырёв (1896 — 1937, Киев) — советский партийный деятель, председатель Черниговского облисполкома, народный комиссар торговли Украинской ССР. Кандидат в члены ЦК КП(б)У в июне—августе 1937 года.

## Биография
Член РКП(б) с 1919 года.
11 апреля 1922 — 25 ноября 1923 года — председатель исполнительного комитета Краматорского районного совета рабочих, крестьянских и красноармейских депутатов Донецкой губернии. С 1 декабря 1923 года — заведующий отделом местного хозяйства исполнительного комитета Бахмутского окружного совета рабочих, крестьянских и красноармейских депутатов в Донбассе.
Затем на ответственной хозяйственной работе.
28 июля 1935—1937 года — народный комиссар внутренней торговли Украинской ССР.
В 1937 году — председатель исполнительного комитета Черниговского областного совета.
В 1937 году арестован органами НКВД. 25 августа 1937 года приговорён к расстрелу. Расстрелян и похоронен в Быковнянском лесу возле Киева. Посмертно реабилитирован.